# 頓呼法
頓呼法（とんこほう、英: Apostrophe）または呼びかけ（法）とは、語り手または作者が語りを休めて、そこに存在しない人物または抽象的な属性や概念に直接語りかける、感嘆の修辞技法のこと。戯曲や詩の中では、「O」という言葉（感嘆詞の「Oh」とは混同しないこと）とともに始まることが多い。語源はギリシャ語の「ἀποστροφή, apostrophé」（背を向ける）。
頓呼法は擬人化と関連があるが、頓呼法の中では、目の前に人がいるように語り手が話しかけることで、目的語と抽象名辞に、はっきりした人間の特質（たとえば思いやりのような）がほのめかされている。
ウィリアム・シェイクスピア『ハムレット』第3幕第3場のクローディアスの熱烈な語りのように、極度の感情を伝えるのに使われることが多い。

## 例
O Romeo, Romeo! wherefore art thou Romeo?
（O、ロミオ、ロミオ! なぜあなたはロミオなの?）
-- シェイクスピア『ロミオとジュリエット』第2幕第2場
Death, be not proud, though some have called thee
Mighty and dreadful, for, thou art not so,
（死よ、得意になるな、おまえのことを強いの恐れ多いのと言う者もいようが、汝はそうではないのだから）
-- ジョン・ダン『聖なるソネット（神に捧げる瞑想）』10
叙事詩の中では、その詩の標準のスタイルを破って、作者が登場人物に語りかけることもよくある。ホメロスは登場人物への特別の愛着を示すために頓呼法を用いた。『イーリアス』の中の、死ぬ前のパトロクロスへの直接的な呼びかけ（第16歌483）はその最たる例である。